# Critics’ Choice Movie Awards 2016 (Dezember)

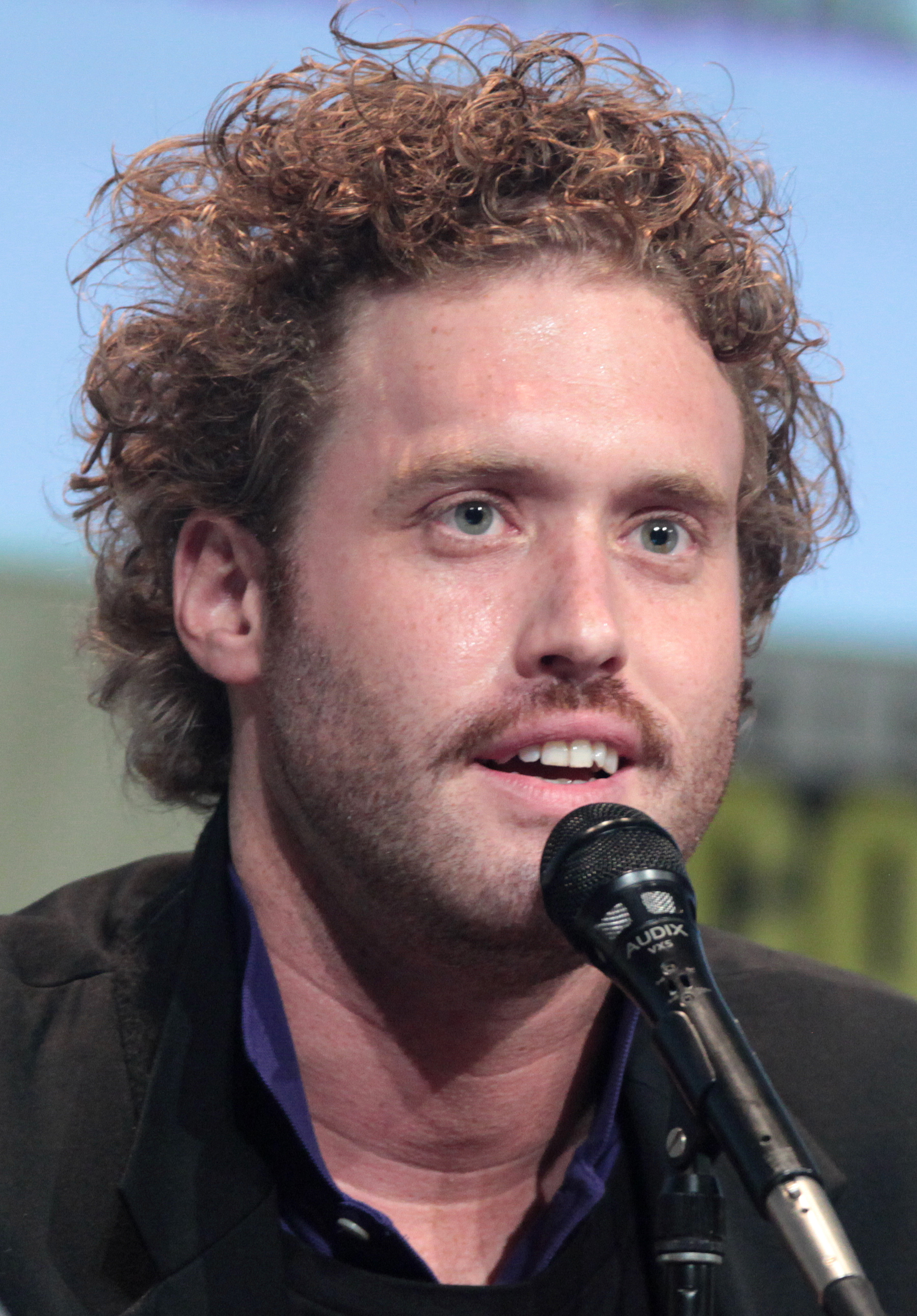
T. J. Miller, Moderator der Verleihung

Die 22. Verleihung der US-amerikanischen Critics’ Choice Movie Awards, die jährlich von der Broadcast Film Critics Association (BFCA) vergeben werden, fand am 11. Dezember 2016 im Barker Hangar auf dem Santa Monica Municipal Airport im kalifornischen Santa Monica statt. Sowohl die 21. als auch die 22. Verleihung fand im Jahr 2016 statt, da sie um einen Monat nach vorne gezogen wurde. Die Verleihung wurde bereits zum zweiten Mal vom Komiker und Schauspieler T. J. Miller moderiert und wurde live vom US-Kabelsender A&E ausgestrahlt.
Die Nominierungen wurden am 1. Dezember 2016 bekanntgegeben.

## Gewinner und Nominierte
| Film                                              | N   | A |
| ------------------------------------------------- | --- | - |
| La La Land                                        | 120 | 8 |
| Arrival                                           | 100 | 2 |
| Moonlight                                         | 100 | 2 |
| Manchester by the Sea                             | 8   | 3 |
| Hacksaw Ridge – Die Entscheidung                  | 7   | 2 |
| Jackie: Die First Lady                            | 6   | 3 |
| Fences                                            | 6   | 1 |
| Doctor Strange                                    | 6   | 0 |
| Hell or High Water                                | 6   | 0 |
| Lion – Der lange Weg nach Hause                   | 6   | 0 |
| Deadpool                                          | 4   | 2 |
| Loving                                            | 4   | 0 |
| Phantastische Tierwesen und wo sie zu finden sind | 4   | 0 |
| Sully                                             | 4   | 0 |
| Florence Foster Jenkins                           | 3   | 1 |
| Jahrhundertfrauen                                 | 3   | 0 |
| The Edge of Seventeen – Das Jahr der Entscheidung | 3   | 0 |
| The First Avenger: Civil War                      | 3   | 0 |
| Hidden Figures – Unerkannte Heldinnen             | 3   | 0 |
| Nocturnal Animals                                 | 3   | 0 |

### Bester Film
La La Land
Arrival
Fences
Hacksaw Ridge – Die Entscheidung (Hacksaw Ridge)
Hell or High Water
Lion – Der lange Weg nach Hause (Lion)
Loving
Manchester by the Sea
Moonlight
Sully

### Bester Hauptdarsteller
Casey Affleck – Manchester by the Sea
Joel Edgerton – Loving
Andrew Garfield – Hacksaw Ridge – Die Entscheidung (Hacksaw Ridge)
Ryan Gosling – La La Land
Tom Hanks – Sully
Denzel Washington – Fences

### Beste Hauptdarstellerin
Natalie Portman – Jackie: Die First Lady (Jackie)
Amy Adams – Arrival
Annette Bening – Jahrhundertfrauen (20th Century Women)
Isabelle Huppert – Elle
Ruth Negga – Loving
Emma Stone – La La Land

### Bester Nebendarsteller
Mahershala Ali – Moonlight
Jeff Bridges – Hell or High Water
Ben Foster – Hell or High Water
Lucas Hedges – Manchester by the Sea
Dev Patel – Lion – Der lange Weg nach Hause (Lion)
Michael Shannon – Nocturnal Animals

### Beste Nebendarstellerin
Viola Davis – Fences
Greta Gerwig – Jahrhundertfrauen (20th Century Women)
Naomie Harris – Moonlight
Nicole Kidman – Lion – Der lange Weg nach Hause (Lion)
Janelle Monáe – Hidden Figures – Unerkannte Heldinnen (Hidden Figures)
Michelle Williams – Manchester by the Sea

### Beste Jungdarsteller
Lucas Hedges – Manchester by the Sea
Alex R. Hibbert – Moonlight
Lewis MacDougall – Sieben Minuten nach Mitternacht (A Monster Calls)
Madina Nalwanga – Queen of Katwe
Sunny Pawar – Lion – Der lange Weg nach Hause (Lion)
Hailee Steinfeld – The Edge of Seventeen – Das Jahr der Entscheidung (The Edge of Seventeen)

### Bestes Schauspielensemble
Moonlight
Jahrhundertfrauen (20th Century Women)
Fences
Hell or High Water
Hidden Figures – Unerkannte Heldinnen (Hidden Figures)
Manchester by the Sea

### Beste Regie
Damien Chazelle – La La Land
Mel Gibson – Hacksaw Ridge – Die Entscheidung (Hacksaw Ridge)
Barry Jenkins – Moonlight
Kenneth Lonergan – Manchester by the Sea
David Mackenzie – Hell or High Water
Denis Villeneuve – Arrival
Denzel Washington – Fences

### Bestes Originaldrehbuch
Damien Chazelle – La La Land

Kenneth Lonergan – Manchester by the Sea
Barry Jenkins – Moonlight
Giorgos Lanthimos und Efthymis Filippou – The Lobster
Jeff Nichols – Loving
Taylor Sheridan – Hell or High Water

### Bestes adaptiertes Drehbuch
Eric Heisserer – Arrival
Luke Davies – Lion – Der lange Weg nach Hause (Lion)
Tom Ford – Nocturnal Animals
Todd Komarnicki – Sully
Allison Schroeder und Theodore Melfi – Hidden Figures – Unerkannte Heldinnen (Hidden Figures)
August Wilson – Fences

### Beste Kamera
Linus Sandgren – La La Land
Stéphane Fontaine – Jackie: Die First Lady (Jackie)
James Laxton – Moonlight
Seamus McGarvey – Nocturnal Animals
Bradford Young – Arrival

### Bestes Szenenbild
David Wasco und Sandy Reynolds-Wasco – La La Land
Patrice Vermette, Paul Hotte und André Valade – Arrival
Stuart Craig, James Hambidge und Anna Pinnock – Phantastische Tierwesen und wo sie zu finden sind (Fantastic Beasts and Where to Find Them)
Jean Rabasse und Véronique Melery – Jackie: Die First Lady (Jackie)
Jess Gonchor und Nancy Haigh – Live by Night

### Bester Schnitt
Tom Cross – La La Land
John Gilbert – Hacksaw Ridge – Die Entscheidung (Hacksaw Ridge)
Blu Murray – Moonlight
Nat Sanders und Joi McMillon – Sully
Joe Walker – Arrival

### Beste Kostüme
Madeline Fontaine – Jackie: Die First Lady (Jackie)
Colleen Atwood – Phantastische Tierwesen und wo sie zu finden sind (Fantastic Beasts and Where to Find Them)
Consolata Boyle – Florence Foster Jenkins
Joanna Johnston – Allied – Vertraute Fremde (Allied)
Eimer Ni Mhaoldomhnaigh – Love & Friendship
Mary Zophres – La La Land

### Bestes Make-up und beste Frisuren
Jackie: Die First Lady (Jackie)
Doctor Strange
Hacksaw Ridge – Die Entscheidung (Hacksaw Ridge)
Phantastische Tierwesen und wo sie zu finden sind (Fantastic Beasts and Where to Find Them)
Star Trek Beyond

### Beste visuelle Effekte
The Jungle Book
Arrival
Doctor Strange
Phantastische Tierwesen und wo sie zu finden sind (Fantastic Beasts and Where to Find Them)
Sieben Minuten nach Mitternacht (A Monster Calls)

### Bester animierter Spielfilm
Zoomania (Zootopia)
Findet Dorie (Finding Dory)
Kubo – Der tapfere Samurai (Kubo and the Two Strings)
Die rote Schildkröte (La tortue rouge)
Trolls
Vaiana (Moana)

### Bester Actionfilm
Hacksaw Ridge – Die Entscheidung (Hacksaw Ridge)
Deadpool
Doctor Strange
The First Avenger: Civil War (Captain America: Civil War)
Jason Bourne

### Bester Schauspieler in einem Actionfilm
Andrew Garfield – Hacksaw Ridge – Die Entscheidung (Hacksaw Ridge)
Benedict Cumberbatch – Doctor Strange
Matt Damon – Jason Bourne
Chris Evans – The First Avenger: Civil War (Captain America: Civil War)
Ryan Reynolds – Deadpool

### Beste Schauspielerin in einem Actionfilm
Margot Robbie – Suicide Squad
Gal Gadot – Batman v Superman: Dawn of Justice
Scarlett Johansson – The First Avenger: Civil War (Captain America: Civil War)
Tilda Swinton – Doctor Strange

### Beste Komödie
Deadpool
Central Intelligence
Don’t Think Twice
The Edge of Seventeen – Das Jahr der Entscheidung (The Edge of Seventeen)
Hail, Caesar!
The Nice Guys

### Bester Schauspieler in einer Komödie
Ryan Reynolds – Deadpool
Ryan Gosling – The Nice Guys
Hugh Grant – Florence Foster Jenkins
Dwayne Johnson – Central Intelligence
Viggo Mortensen – Captain Fantastic – Einmal Wildnis und zurück (Captain Fantastic)

### Beste Schauspielerin in einer Komödie
Meryl Streep – Florence Foster Jenkins
Kate Beckinsale – Love & Friendship
Sally Field – Hello, My Name Is Doris – Älterwerden für Fortgeschrittene (Hello, My Name Is Doris)
Kate McKinnon – Ghostbusters
Hailee Steinfeld – The Edge of Seventeen – Das Jahr der Entscheidung (The Edge of Seventeen)

### Bester Sci-Fi-/Horrorfilm
Arrival
10 Cloverfield Lane
Doctor Strange
Don’t Breathe
Star Trek Beyond
The Witch

### Bester fremdsprachiger Film
Elle
Die Taschendiebin
Julieta
Neruda
The Salesman
Toni Erdmann

### Bestes Lied
„City of Stars“ aus La La Land
„Audition (The Fools Who Dream)“ aus La La Land
„Can’t Stop the Feeling!“ aus Trolls
„Drive It Like You Stole It“ aus Sing Street
„How Far I’ll Go“ aus Vaiana (Moana)
„The Rules Don’t Apply“ aus Regeln spielen keine Rolle (Rules Don’t Apply)

### Beste Musik
Justin Hurwitz – La La Land
Nicholas Britell – Moonlight
Jóhann Jóhannsson – Arrival
Mica Levi – Jackie: Die First Lady (Jackie)
Dustin O’Halloran und Volker Bertelmann – Lion – Der lange Weg nach Hause (Lion)